# Monumento Nacional a los Veteranos Aborígenes
El Monumento Nacional a los Veteranos Aborígenes es un monumento de guerra en Ottawa, Ontario, Canadá, que conmemora las contribuciones de todos los pueblos aborígenes en las operaciones de guerra y mantenimiento de la paz desde la Primera Guerra Mundial hasta el presente. El monumento fue diseñado por Lloyd Pinay, de la Primera Nación Peepeekisis en Saskatchewan, cuyo padre participó en el asalto del Día D en la Segunda Guerra Mundial. Fue presentado en Confederation Park por Adrienne Clarkson, entonces gobernadora general de Canadá, el Día Nacional de los Aborígenes, el 21 de junio de 2001.

## Creación
El monumento de bronce se asienta sobre una base de mármol extraído en Shawinigan (Quebec). El monumento en sí se creó en su totalidad durante 2000 y 2001 en la Reserva Urbana de la Nación Cree del Lago Muskeg, en Saskatoon (Saskatchewan), parte del Territorio del Tratado Seis. Una vez terminado, se desmontó para su transporte y se volvió a montar en Ottawa.

## Simbolismo
El escultor, Lloyd Pinay, ha declarado que «el tema principal era que el motivo de la guerra es, con toda probabilidad, un deseo de paz». El monumento representa un águila real como mensajera entre el Creador y el hombre. El águila o pájaro del trueno también simboliza al Creador y encarna el espíritu de los aborígenes. Debajo del águila hay cuatro figuras humanas, orientadas hacia los cuatro puntos cardinales y que representan a las Primeras Naciones, los inuit y los métis. Pinay consideró muy importante incorporar figuras femeninas en la escultura para reconocer el papel de las mujeres no sólo como enfermeras, sino como responsables del mantenimiento de las familias mientras los hombres están fuera. Las figuras humanas sostienen no sólo armas, sino también objetos espirituales: un abanico de plumas de águila y una pipa de la paz. Hay cuatro figuras de animales, una en cada esquina para actuar como guías espirituales, cada una con un atributo especial: un lobo (valores familiares), un búfalo (tenacidad), un alce (belicosidad) y un oso (poderes curativos).